# علياء مولداجولوفا
علياء نورموهامبيتقيزي مولداجولوفا (بالكازاخستانية:Әлия Нұрмұхамедқызы Молдағұлова)(اكتوبر 1925-يناير 1944) كانت قناصة سوفيتية كازاخستانية وبطلة الاتحاد السوفيتي خلال الحرب العالمية الثانية.

## حياتها
ولدت علياء في 25 اكتوبر1925 في بلاك، كازاخستان السوفيتية، فقدت والديها عندما كانت طفلة وتكفّل عمها برعايتها، في عام 1935 انتقلت إلى لينينغراد حيث التحق عمها بالأكاديمية العسكرية هناك وبسبب التحاق عمها بالجيش أُرسلت إلى دار الأيتام في لينينغراد وعندما بدأت الحرب تم إجلاؤها مع بقية الأطفال من مدينة لينينغراد عن طريق بحيرة لادوغا، في 1 تشرين الأول من نفس العام حصلت علياء على منحة دراسية في مدرسة أفياتيتشنيكال رايبانسك. وبعد الدراسة هناك لمدة ثلاثة أشهر قدّمت طلب للانضمام للجيش الاحمر. وفي أيار 1943 سجلت في المدرسة العسكرية للإناث حيث تم تدريبها على القناصة. في يوليو 1943 التحقت باللواء الرابع والخمسين للجيش الاحمر مع صديقاتها، في يناير 1944 وقع اللواء في كمين نصبة الألمان بالقرب من سكة حديد نوفوسوكولنيكي وخلال الاشتباكات أدركت علياء أن قائد اللواء مفقود فنهضت وصرخت بأعلى صوتها(من أجل الوطن الأم هيا بنا!) وتبعها الجنود السوفيت حيث انقضّوا على الألمان وحصل عراك واشتباك بالأيدي بين الطرفين، خلال الاشتباك أُصيبت علياء بانفجار لغم بقربها لكن رغم جرحها نهضت واشتبكت بشجاعة مع الضباط الألمان قبل أن تُصاب بعيار ناري خلال الاشتباك، توفيت على إثره ودفنت في موناكوفو، بسكوف، تم تكريمها بلقب بطل الاتحاد السوفيتي ووسام لينين.

## التكريم
- في 9 مايو 1995 بمناسبة الذكرى الخمسين لنهاية الحرب العالمية الثانية، أصدرت كازاخستان طابعًا مخصصًا لعلياء مولداجولوفا.[2]
- في عام 1997 أقيم نصب تذكاري باسمها في ساحة أستانا، كازاخستان.[2]